# Beroe rufescens
Beroe rufescens är en kammanetart som först beskrevs av Johann Friedrich von Eschscholtz 1829. Beroe rufescens ingår i släktet Beroe, och familjen Beroidae. Inga underarter finns listade i Catalogue of Life.